# Келли, Лиза Робин
Ли́за Ро́бин Ке́лли (англ. Lisa Robin Kelly; 5 марта 1970, Сатингтон — 15 августа 2013, Алтадина, Калифорния) — американская актриса, комедиантка и кинопродюсер.

## Биография
Лиза Робин Келли родилась в Сатингтоне (штат Коннектикут, США). В октябре 2012 года она вышла замуж за Роберта Джозефа Гиллиама (род.1951), в июне 2013 года подала на развод с ним после 8-ми месяцев брака, но развестись до своей смерти 2 месяца спустя не успела.

## Карьера
Лиза Робин дебютировала в кино в 1992 году, сыграв роль Кэрол в эпизоде «Келли здесь больше не живёт» телесериала «Женаты… с детьми», а в 1997 году она сыграла роль Хизер Тарлико в эпизоде «Расставание — это легко: Часть 1» того же телесериала. Келли прославилась с ролью Лори Форман из телесериала «Шоу 70-х», в котором она снималась в 1998—2003 года. Всего на её счету было 35 работ в качестве актрисы и продюсера.

## Смерть
43-летняя Лиза Робин скончалась во сне ночью 14 августа 2013 года от случайной передозировки лекарства в калифорнийском реабилитационном центре, в который за 3 дня до этого её положил бойфренд для лечения алкоголизма.

## Избранная фильмография
| Год       |   | Русское название         | Оригинальное название         | Роль                |
| --------- | - | ------------------------ | ----------------------------- | ------------------- |
| 1992—1997 | с | Женаты… с детьми         | Married… with Children        | Кэрол/Хизер Тарлико |
| 1994      | с | Отступник                | Renegade                      | Дебби               |
| 1994      | ф | Безжалостный 4           | Relentless IV: Ashes to Ashes | Шерри               |
| 1995      | ф | Расплата                 | Payback                       | девушка-подросток   |
| 1995      | с | Сёстры                   | Sisters                       | Кристи              |
| 1995      | с | Мерфи Браун              | Murphy Brown                  | студентка           |
| 1996      | с | Секретные материалы      | X-Files                       | Терри Робертс       |
| 1996      | ф | Кукольный дом Амитивилля | Amityville Dollhouse          | Дэна                |
| 1996      | с | Дни нашей жизни          | Days of Our Lives             | Джилл Стивенс № 1   |
| 1998      | с | Полтергейст: Наследие    | Poltergeist: The Legacy       | Джанин Кинси        |
| 1998      | с | Остров фантазий          | Fantasy Island                | Реджина             |
| 1998—2003 | с | Шоу 70-х                 | That '70s Show                | Лори Форман         |
| 1999      | ф | Королевы убийства        | Jawbreaker                    | чирлидерша № 2      |
| 1999      | с | Зачарованные             | Charmed                       | Дейзи               |